# Gaz monoatomique
Un gaz monoatomique est un gaz dont les constituants sont des atomes isolés.
Dans un sens plus restreint, l'expression gaz monoatomique désigne un corps simple élémentaire à l'état gazeux monoatomique, c'est-à-dire un gaz dont les atomes, isolés, sont tous du même élément chimique.  Dans les conditions normales de température et de pression (CNTP) seuls les gaz nobles (He, Ne, Ar, etc.) existent sous cette forme monoatomique. Les corps simples constitués de non-métaux (H, C, N, P, O, S, Se) ou d'halogènes (F, Cl, Br, I) n'adoptent cette forme qu'à basse pression et haute température. Quant aux métalloïdes (B, Si, Ge, As, Sb, Te, At) et aux métaux, ils se vaporisent à très haute température formant alors directement un gaz monoatomique.

## Propriétés thermodynamiques d'un gaz parfait monoatomique
La particularité des gaz monoatomiques est que chaque atome n'a que trois degrés de liberté (en translation) alors que les molécules (comportant plus d'un atome) ont en plus des degrés de liberté de rotation et de vibration. Les conséquences portent essentiellement sur les capacités thermiques, que l'on peut calculer théoriquement dans le cas d'un gaz parfait monoatomique (GPM).
Pour un gaz réel, il faut, en plus des degrés de liberté d'une particule seule, tenir compte des interactions entre particules.

### Capacité thermique isochore
On montre en thermodynamique statistique que la capacité thermique isochore molaire d'un gaz parfait est {\displaystyle {\bar {C}}_{V}^{\bullet }={\nu  \over 2}R}, où {\displaystyle R} désigne la constante des gaz parfaits et {\displaystyle \nu } le nombre de degrés de liberté accessibles aux constituants du gaz. Donc, pour un gaz parfait monoatomique ({\displaystyle \nu =3}) :

### Capacité thermique isobare
Pour un gaz parfait la relation de Mayer s'écrit pour les gaz parfaits : {\displaystyle {\bar {C}}_{P}^{\bullet }-{\bar {C}}_{V}^{\bullet }=R}, où {\displaystyle {\bar {C}}_{P}^{\bullet }} désigne la capacité thermique isobare molaire. Donc, pour un gaz parfait monoatomique :

### Indice adiabatique
L'indice adiabatique étant défini par {\displaystyle \gamma ={{\bar {C}}_{P} \over {\bar {C}}_{V}}}, pour un gaz parfait monoatomique on a :